# 18152 Heidimanning
18152 Heidimanning è un asteroide della fascia principale. Scoperto nel 2000, presenta un'orbita caratterizzata da un semiasse maggiore pari a 3,0518004 UA e da un'eccentricità di 0,0589344, inclinata di 9,26813° rispetto all'eclittica.